# 英雄傳奇 閃耀雙星
《英雄傳奇 閃耀雙星》是传说系列的动作游戏，由万代南梦宫游戏发行。这是一个衍生作品，玩法类似于《真・三国无双》系列的游戏。该游戏于2012年2月23日在日本发行，适用于PlayStation Portable游戏机。

## 游戏玩法
游戏的玩法类似于《真·三国无双》系列游戏。  游戏的主旨是操纵来自过去的传说系列游戏的角色，并使用它们来对抗大量的敌人。除了使用过往游戏的主角外，还可以与过往游戏的反派作战，甚至可以在游戏中解锁一些反派角色进行游戏。 
装备物品能够给予角色不同的属性加成。一些特殊物品甚至可以改变角色外观，例如让角色模型拥有特别大头的Q版外观。 

### 角色
| 角色              | 游戏                          |
| ----------------- | ----------------------------- |
| 克雷斯·亚尔贝因   | 幻想傳奇                      |
| 柴斯达·巴克莱特   | 幻想傳奇                      |
| 史坦·艾尔隆       | 命運傳奇                      |
| 里欧‧马格那斯     | 命運傳奇                      |
| 里德·哈雪尔       | 永恆傳奇                      |
| 法菈·艾斯迪德     | 永恆傳奇                      |
| 凯伊路·迪那敏斯   | 命運傳奇2                     |
| 莉亚拉            | 命運傳奇2                     |
| 洛伊德·亚文格     | 交響曲傳奇                    |
| 杰洛斯·怀德       | 交響曲傳奇                    |
| 维格·朗柏格       | 重生傳奇                      |
| 堤特雷·克洛乌     | 重生傳奇                      |
| 赛尼尔·库利吉     | 遺跡傳奇                      |
| 克萝叶·瓦伦斯     | 遺跡傳奇                      |
| 路克·冯·法布雷    | 深淵傳奇                      |
| 凯伊·赛希尔       | 深淵傳奇                      |
| 凯乌斯·克鲁斯     | 暴風傳奇                      |
| 露比亚·奈特维克   | 暴風傳奇                      |
| 鲁卡·米尔达       | 純真傳奇                      |
| 斯巴达·贝鲁福尔玛 | 純真傳奇                      |
| 艾米尔·凯斯塔尼耶 | 交響曲傳奇 -拉塔特斯克的騎士- |
| 玛尔塔·路亚蒂     | 交響曲傳奇 -拉塔特斯克的騎士- |
| 由利·罗威尔       | 宵星傳奇                      |
| 弗林·西佛         | 宵星傳奇                      |
| 辛格·梅迪奥莱德   | 心靈傳奇                      |
| 琥珀·哈兹         | 心靈傳奇                      |
| 艾斯贝尔·兰特     | 美德傳奇                      |
| 雪莉亚·邦兹       | 美德傳奇                      |
| 蜜拉·麦斯威尔     | 無盡傳奇                      |
| 裘德·玛提斯       | 無盡傳奇                      |

| 角色   | 游戏      |
| ------ | --------- |
| 艾露莲 | 命運傳奇2 |
| 施瓦茨 | 遺跡傳奇  |
| 杜克   | 宵星傳奇  |

## 开发
2012年1月26日，日本PlayStation Network发布该游戏的试玩版 游戏发布后，可通过特定的传说系列相关网站以新任务的形式下载作为游戏的可下载游戏内容，而非通过PlayStation Store下载。 

## 评价与销量
游戏在发售第一周登上日本视频游戏销售榜首，售出85,000份。 然而，这些销售额仅代表游戏的69.47%销售率，而游戏的销售量远低于PlayStation Portable上最近的传说系列衍生作品，例如2009年的《对战传说》共售出133,076份。 Media Create认为这是因为游戏包含的角色互动比大多数传奇游戏少，一些零售商也报告称女性对该游戏的兴趣较低。 
该游戏在《Fami通》杂志上获得31/40的评分（8/7/8/8）。

## 外部连接
- 官方网站 （页面存档备份，存于）